# Berok Nipah
Berok Nipah is een bestuurslaag in het regentschap Padang van de provincie West-Sumatra, Indonesië. Berok Nipah telt 4791 inwoners (volkstelling 2010).